# العروس السورية
العروس السورية (بالعبرية:הכלה הסורית) (بالإنجليزية:The Syrian Bride) ، هي فيلم إسرائيلي أنتجت سنة 2004م، وتدور القصة حول الحياة العائلية من الطائفة الدرزية بقرية مجدل شمس في الجولان المحتل، حصدت الفيلم 4 جوائز من مهرجانات دولية ومنها مهرجان بانكوك السينمائي.

## وصلات خارجية
- Jonathan Cook, Film review: "The Syrian Bride" makes for a difficult marriage, electronicIntifada, 21 July 2005.
- Official site
- العروس السورية على موقع IMDb (الإنجليزية)
- العروس السورية على موقع ميتاكريتيك (الإنجليزية)
- العروس السورية على موقع روتن توميتوز (الإنجليزية)
- العروس السورية على موقع نتفليكس (الإنجليزية)
- العروس السورية على موقع قاعدة بيانات الأفلام العربية
- العروس السورية على موقع ألو سيني (الفرنسية)
- العروس السورية على موقع Turner Classic Movies (الإنجليزية)
- العروس السورية على موقع أول موفي (الإنجليزية)
- العروس السورية على موقع بوكس أوفيس موجو (الإنجليزية)
- العروس السورية على موقع فيلمافينيتي (الإسبانية)